# Piro (India)
Piro è una città dell'India di 25.638 abitanti, situata nel distretto di Bhojpur, nello stato federato del Bihar. In base al numero di abitanti la città rientra nella classe III (da 20.000 a 49.999 persone).

## Geografia fisica
La città è situata a 25° 19' 60 N e 84° 25' 0 E e ha un'altitudine di 71 m s.l.m..

## Società

### Evoluzione demografica
Al censimento del 2001 la popolazione di Piro assommava a 25.638 persone, delle quali 13.585 maschi e 12.053 femmine. I bambini di età inferiore o uguale ai sei anni assommavano a 4.726, dei quali 2.472 maschi e 2.254 femmine. Infine, coloro che erano in grado di saper almeno leggere e scrivere erano 14.273, dei quali 8.795 maschi e 5.478 femmine.